# Операція «Північ»
Операція «Північ» (рос. «Север») — кодова назва операції Міністерства державної безпеки СРСР з масового переселення в Сибір членів організації Свідки Єгови та членів їхніх сімей в СРСР — 1 і 8 квітня 1951 року.

## Передісторія
До початку Другої світової війни кількість свідків Єгови в СРСР була малою. Вони, в основному, проживали на території Молдавської АРСР та Української РСР. Кількість вірян збільшилася після анексії Радянським Союзом країн Балтії, східних воєводств Польської Республіки (Галичина, Волинь, Західна Білорусь), східних цинутів Румунського королівства (Бессарабія, Північна Буковина) та приєднання східної землі Чехословацької Республіки (Закарпаття). Через відмову служити в армії Свідки Єгови зіткнулися з протидією з боку радянської влади. Віруючих християн переслідували всі тоталітарні режими. Незабаром їх учення були розцінені як антирадянські. Члени релігійних течій, особливо Свідків Єгови, розглядалися як елементи, що несуть потенційну небезпеку.
У листопаді 1950 р. Віктор Абакумов представив Сталіну план про їх депортацію, і Сталін затвердив здійснення плану — на березень-квітень 1951 р.

## Реалізація плану
19 лютого 1951 Абакумов в секретному повідомленні Сталін у Записці КДБ СРСР «Про необхідність виселення із західних областей України і Білорусі, Молдавської, Латвійської, Литовської та Естонської РСР учасників антирадянської секти єговістів та членів їх сімей», яка пізніше була розсекречена, згадується операція «Північ». Сталінські гоніння на віруючих знайшли продовження, був розроблений та зреалізований план про депортації Свідків Єгови в Томську та Іркутську та інші віддалені області Сибіру. Загалом, було депортовано 8 576 Свідків Єгови, та членів їхніх сімей.

## Амністія і реабілітація
Тільки в 1965 році відповідно до Указу Президії Верховної Ради СРСР від 30 вересня 1965 № 4020-1У були зняті обмеження по спецпоселенню та звільнені з-під адміністративного нагляду органів охорони громадського порядку виселені: «Свідки Єгови», «істинно-православні християни», «іннокентьєвці», «адвентисти-реформісти» та члени їх сімей. Пункт 2 указу свідчив, що: «зняття обмежень по спецпоселенню для зазначених осіб, не тягне за собою повернення їм майна, конфіскованого при виселенні».